# Häcksjön
Häcksjön är en sjö i Lerums kommun i Västergötland och ingår i Göta älvs huvudavrinningsområde. Sjön är 16,5 meter djup, har en yta på 0,189 kvadratkilometer och befinner sig 87,2 meter över havet. Runt sjön löper ett motionsspår och söder om sjön ligger villaområdet Aspenäs.

## Delavrinningsområde
Häcksjön ingår i delavrinningsområde (641199-128914) som SMHI kallar för Inloppet i Aspen. Medelhöjden är 70 meter över havet och ytan är 5,51 kvadratkilometer. Räknas de 67 avrinningsområdena uppströms in blir den ackumulerade arean 1 340,57 kvadratkilometer. Säveån som avvattnar avrinningsområdet har biflödesordning 2, vilket innebär att vattnet flödar genom totalt 2 vattendrag innan det når havet efter 25 kilometer. Avrinningsområdet består mestadels av skog (44 %) och jordbruk (16 %). Avrinningsområdet har 0,19 kvadratkilometer vattenytor vilket ger det en sjöprocent på 0,4 %. Bebyggelsen i området täcker en yta av 13,4 kvadratkilometer eller 31 % av avrinningsområdet.